# Interstellar Boundary Explorer
L'Interstellar Boundary Explorer (IBEX) és un observatori espacial de la NASA que fa un mapa de la frontera entre el sistema solar i l'espai interestel·lar. La missió és part del Programa Small Explorer de la NASA i va ser llançat en un coet Pegasus-XL el 19 d'octubre de 2008, a les 17:47:23 UTC.
Els resultats de l'IBEX han sorprès en diverses ocasions a la comunitat científica i va bolcar les velles teories. El primer xoc es va produir quan es va posar de manifest una estreta cinta d'emissió d'àtoms neutres energètics (energetic neutral atom o ENA en anglès). Després va mostrar canvis en el temps en aquesta banda. Una altra sorpresa va venir quan no es va trobar cap ona de xoc. Les repercussions de bolcar la teoria de l'arc de xoc són enormes, ja que dècades d'investigació es basen en aquest concepte.
El disseny i el funcionament de la missió és liderat pel Southwest Research Institute, amb Los Alamos National Laboratory i Lockheed Martin Advanced Technology Center servint com a institucions co-investigadores responsables dels sensors IBEX-Hi i IBEX-Lo respectivament. Orbital Sciences Corporation va fabricar el bus de la nau espacial i va ser la ubicació per a les proves ambientals de la nau. La durada nominal de la missió primària era de dos anys per observar tota la frontera del sistema solar. Això es va completar el 2011 i la seva missió es va ampliar el 2013 per continuar observacions.
IBEX està en una òrbita estabilitzada per rotació orientada al sol al voltant de la Terra. En juny de 2011, IBEX va ser traslladat a una nova òrbita més eficient. No té tan a prop la Lluna en la nova òrbita, i gasta menys combustible per mantenir la seva posició.
Les principals fites es relacionen amb l'estudi de l'heliosfera, de la qual ha trobat una cua lobulada abans no observada.